# Hybo
Hybo è un'area urbana della Svezia situata nel comune di Ljusdal, contea di Gävleborg.
La popolazione rilevata nel censimento 2010 era di 241 abitanti .